# Rue Jean-Jaurès (Lille)
Pour les articles homonymes, voir Rue Jean-Jaurès.
La rue Jean-Jaurès est une voie publique urbaine de la commune de Lille, dans le département français du Nord.

## Situation et accès
La rue relie la rue de Maubeuge dont elle constitue le prolongement au boulevard de Belfort. Elle croise les rues de Valenciennes et de Trévise, donne accès à la rue Alain-de-Lille à droite, la rue Desaix à gauche.
Elle est desservie par les stations de métro aériennes Porte de Douai - Jardin des Plantes (métro de Lille) et Porte de Valenciennes (métro de Lille) , le débouché de la rue sur le boulevard de Belfort se trouvant à équidistance de ces stations. 

## Origine du nom
La rue rend hommage à l’homme politique Jean Jaurès

## Histoire
La rue est sur le parcours d’un très ancien chemin de Lille à Ronchin dans le prolongement de la rue de Lille de l’ancienne commune de Moulins-Lille renommée rue de Maubeuge après l’annexion de cette commune par la ville de Lille en 1858. 
La rue de Ronchin de la commune de Moulins était bordée de quelques maisons au départ de la rue de Valenciennes vers 1830 vers le sud et n’était pas encore construite au-delà. 
L’enceinte construite dans les années 1860 à la suite de l’agrandissement de 1858, interrompt ce parcours, la rue de Ronchin se terminant sur le boulevard de Belfort face à ce rempart. Au-delà du champ de manœuvres qui s’étendait  devant l’enceinte entre les portes de Valenciennes et de Douai, on retrouvait un chemin rural, le sentier des Malades (du nom de la porte des Malades ancien nom de la porte de Paris d’où partait ce chemin aboutissant à la grande rue ou rue de Lille du village de Ronchin, l'actuelle rue Roger Salengro). Le chemin des malades en impasse à Ronchin en constitue un vestige. 
Les bâtiments bordant la rue à la fin du XIXe siècle, s’étendent vers le boulevard de Belfort, habitations et surtout plusieurs usines, les plus importantes étant le fabricant de robinetterie industrielle Cocard à l'angle de la rue de Valenciennes et la filature Wallaert "Fil au Louis d’Or", bâtiment de 1906 à l'angle de la rue Desaix reconstruit dans les années 1920.

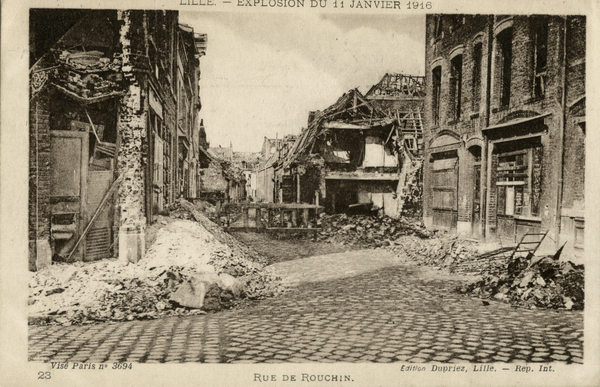
Rue de Ronchin après l'explosion des dix-huit ponts

La rue qui se situait dans l’axe du dépôt de munitions des Dix-huit Ponts établi dans l'enceinte fortifiée est particulièrement dévastée par l’explosion de 1916. Les bâtiments, maisons et usines, entre le boulevard de Belfort et la rue de Trévise sont entièrement reconstruits au cours des années 1920. La rue de Ronchin est renommée rue Jean-Jaurès en 1924.
Comme l’ensemble du quartier, la rue subit la désindustrialisation à la fin du XXe siècle. L’usine Cocard ensuite Crane ferme après 1960, l’usine Wallaert en 1982.

## La rue auXXIesiècle
La rue Jean-Jaurès est une voie calme à sens unique de circulation du boulevard de Belfort à la rue de Maubeuge avec double-sens cyclable sauf entre la rue de Trévise et la rue de Valenciennes où elle est à double sens. Au départ de la rue de Maubeuge, la rue longe, à droite, un ensemble de maisons ouvrières bâties vers 1880, à gauche l'ancien dépôt de l’usine Cocard. Un ensemble HLM s’étend à gauche sur le terrain des ateliers de fabrication de cette ancienne usine entre la rue de Valenciennes et la rue de Trévise. À l’angle de la rue Desaix, le bâtiment réaménagé de l’ancienne usine Wallaert fermée en 1982 abrite des bureaux et l’IRA de Lille.

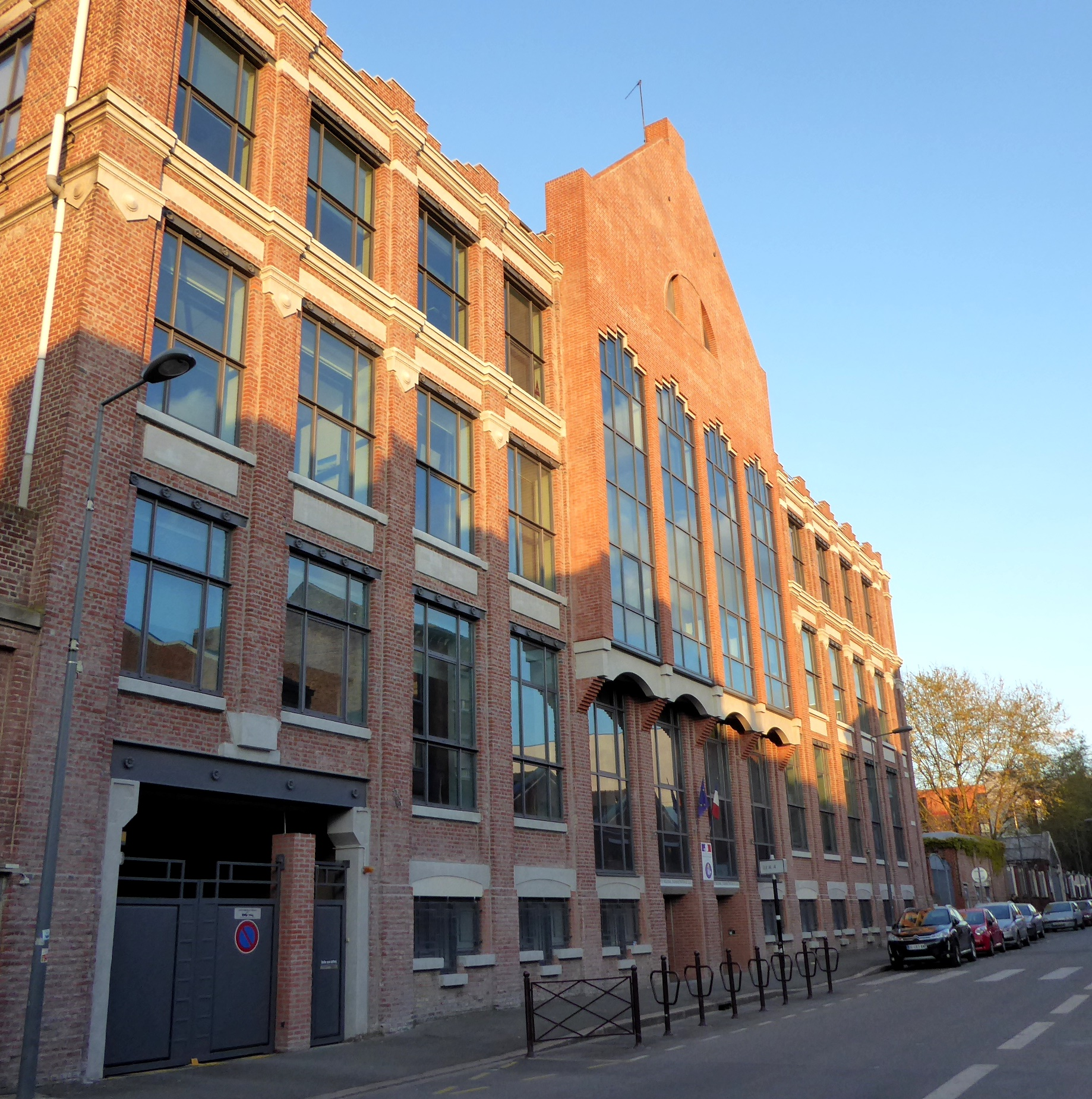
IRA de Lille rue Jean Jaurès
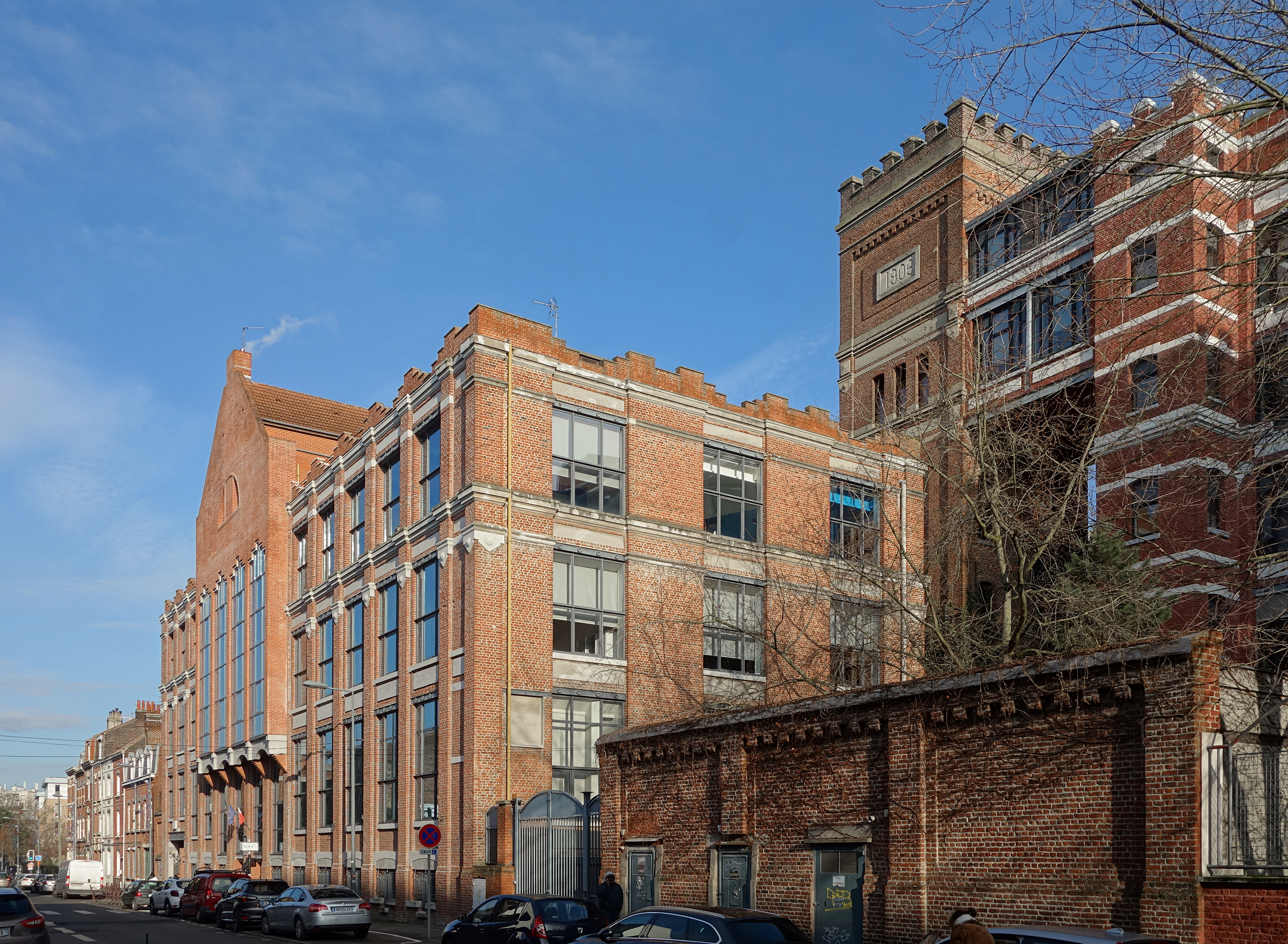
Bureaux et IRA de Lille dans l’ancienne filature Wallaert